# (7354) Ishiguro
Pour les articles homonymes, voir Ishiguro.
(7354) Ishiguro est un astéroïde de la ceinture principale.

## Description
(7354) Ishiguro est un astéroïde de la ceinture principale. Il fut découvert le 27 janvier 1995 à Oizumi par Takao Kobayashi. Il présente une orbite caractérisée par un demi-grand axe de 3,16 UA, une excentricité de 0,13 et une inclinaison de 3,6° par rapport à l'écliptique.

## Compléments